# Adsubia
L'Atzúbia (em valenciano) ou Adsubia (em castelhano) é um município da Espanha na província de Alicante, Comunidade Valenciana. Tem 14,73 km² de área e em 2021 tinha 609 habitantes (densidade: 41,3 hab./km²).

## Demografia
| Variação demográfica do município entre 1991 e 2004 | Variação demográfica do município entre 1991 e 2004 | Variação demográfica do município entre 1991 e 2004 | Variação demográfica do município entre 1991 e 2004 |
| --------------------------------------------------- | --------------------------------------------------- | --------------------------------------------------- | --------------------------------------------------- |
| 1991                                                | 1996                                                | 2001                                                | 2004                                                |
| 545                                                 | 582                                                 | 550                                                 | 635                                                 |